# Bruce Field
Bruce Field (Bruce William Field; * 22. Januar 1947 in Melbourne) ist ein ehemaliger australischer Hürdenläufer, Sprinter und Weitspringer.
1972 schied er bei den Olympischen Spielen in München über 400 m Hürden und im Weitsprung jeweils in der ersten Runde aus.
Bei den British Commonwealth Games 1974 in Christchurch gewann er Silber über 400 m Hürden. In der 4-mal-400-Meter-Staffel wurde er Vierter und über 400 m sowie im Weitsprung jeweils Fünfter.
1974 wurde er Australischer Meister über 400 m Hürden.

## Persönliche Bestleistungen
- 400 m: 46,11 s, 26. Januar 1974, Christchurch
- 400 m Hürden: 49,32 s, 29. Januar 1974, Christchurch
- Weitsprung: 7,84 m, 30. Januar 1972, Melbourne